# Zeugmacher
Ein Zeugmacher (auch Zeugwürker, Zeugwerker oder Zeugwirker sowie Fatzelwirker und Puraitwirker) ist eine alte Berufsbezeichnung eines Tuchmachers, der aus gekämmter Schafwolle leichte Stoffe herstellte.
Bei der Erzeugung der Tuche wurde in früheren Jahrhunderten unterschieden nach Ursprung des verwendeten Materials: Schafwolle, Baumwolle, gemischte Wolle, Lein(en), Seide/Satin. – Nur der Handwerker, der reine Schafwolle benutzte, hieß Zeugmacher, die anderen waren Zeugweber, Wollenweber, Tuchmacher, Leineweber oder einfach Weber.
Der Zeugmacher stellte das Wolltuch (das „Zeug“) entweder aus einmal gekämmter oder zweimal (doppelt) gekämmter Schafwolle her. Nach umfangreicher Vorbehandlung und Verspinnen der Wolle wurden die Wollgarne auf einfachen hölzernen Webrahmen schließlich zu Zeugen verarbeitet.
Interessant stellte sich die weitere Aufbereitung dieser naturfarbenen Wollstoffe dar: es folgte die Zeugdruckerei. In diesem im 18./19. Jahrhundert bedeutenden Industriezweig wurden die Zeuge, also die grob gewebten Schafwollstoffe, mit farbigen Mustern versehen. Nach Art der Farbaufbringung wurden Applikationen (von lateinisch applicare = anwenden, aufsetzen) oder Tafeldrucke ausgeführt, diese wiederum als echte oder unechte Druckarbeiten.
Echt waren Drucke, die mittels Beize (in Teilbereichen, mit Abdeckformen, Mehrfarbigkeit durch Wiederholung der Vorgänge mit Trocknungsprozessen dazwischen) und anschließendes Ausfärben entstanden.
Unechte Drucke wurden ausgeführt, wenn angedickte Farben direkt auf die Stoffe aufgebracht und durch Trocknung oder Dämpfen fixiert wurden.
In mechanischer Hinsicht wurden dann Hand- bzw. Modelldrucke und Maschinendrucke unterschieden: Handdrucke erfolgten mit Druckformen, auf welche Farbe mit Hilfe von Bürsten aufgetragen und dann mittels Auflage auf die ausgebreiteten Zeuge und Abschlagen die Muster gedruckt werden. Bei Musterreihungen sorgen Passstifte für eine möglichst gleichmäßige Wiederholung.
Für den Maschinendruck setzte man Platten oder Walzen ein, in die die Muster vertieft eingearbeitet waren, es handelte sich also um ein Tiefdruckverfahren. Die Farbe kommt über Farbwalzen in die Einschnitte, die dann die (Negativ)-Muster auf die über die Walzen laufenden Wollstoffe druckt. – Mittels spezieller Walzen, den Perrotinen, konnte auch der (Positiv)-Druck der Handdrucke nachgeahmt werden; der Erfinder war ein Monsieur Perrot aus Rouen. –
Die betreffende Brockhaus schreibt dazu, dass man in Schottland den Tafeldruck perfekt beherrsche, in Frankreich den unechten und in der Gegend um Mühlhausen (Elsaß) den echten Druck. In Folge blühten der Zeugdruck besonders in Sachsen, in Eilenburg und Berlin nach Rouener Vorbild und in Augsburg der echte Druck nach Mühlhäuser Art. 
Diese feinen Unterscheidungen in der Bezeichnung der Handwerker und der Färbung von Stoffen verloren sich mit der Verbreitung modernerer Maschinen, Materialien und Chemikalien.